# Etyloamina
Etyloamina, etanoamina, CH
3CH
2NH
2 – organiczny związek chemiczny z grupy amin. Poniżej temperatury wrzenia (16,6 °C) jest bezbarwną cieczą o słonym smaku i zapachu przypominającym amoniak lub ryby. Dobrze miesza się z wodą, etanolem i eterem dietylowym. Jest wykorzystywana w syntezie chemicznej, w przetwórstwie ropy naftowej, przy produkcji leków, pestycydów, surfaktantów, inhibitorów korozji czy barwników.